# Austin Westminster
Austin Westminster − rodzina samochodów osobowych produkowanych przez firmę Austin w latach 1954–1968. Zastąpiła ona model A70 Hereford. Do napędu używano silników R6, napęd przenoszony był na oś tylną. Została zastąpiona przez model 3-Litre.

## Modele
- A90 Westminster (1954–1956)
- A95 Westminster (1956–1959)
- A105 Westminster (1956–1959)
- A99 Westminster (1959–1961)
- A110 Westminster (1961–1967)